# Зденек Буріан

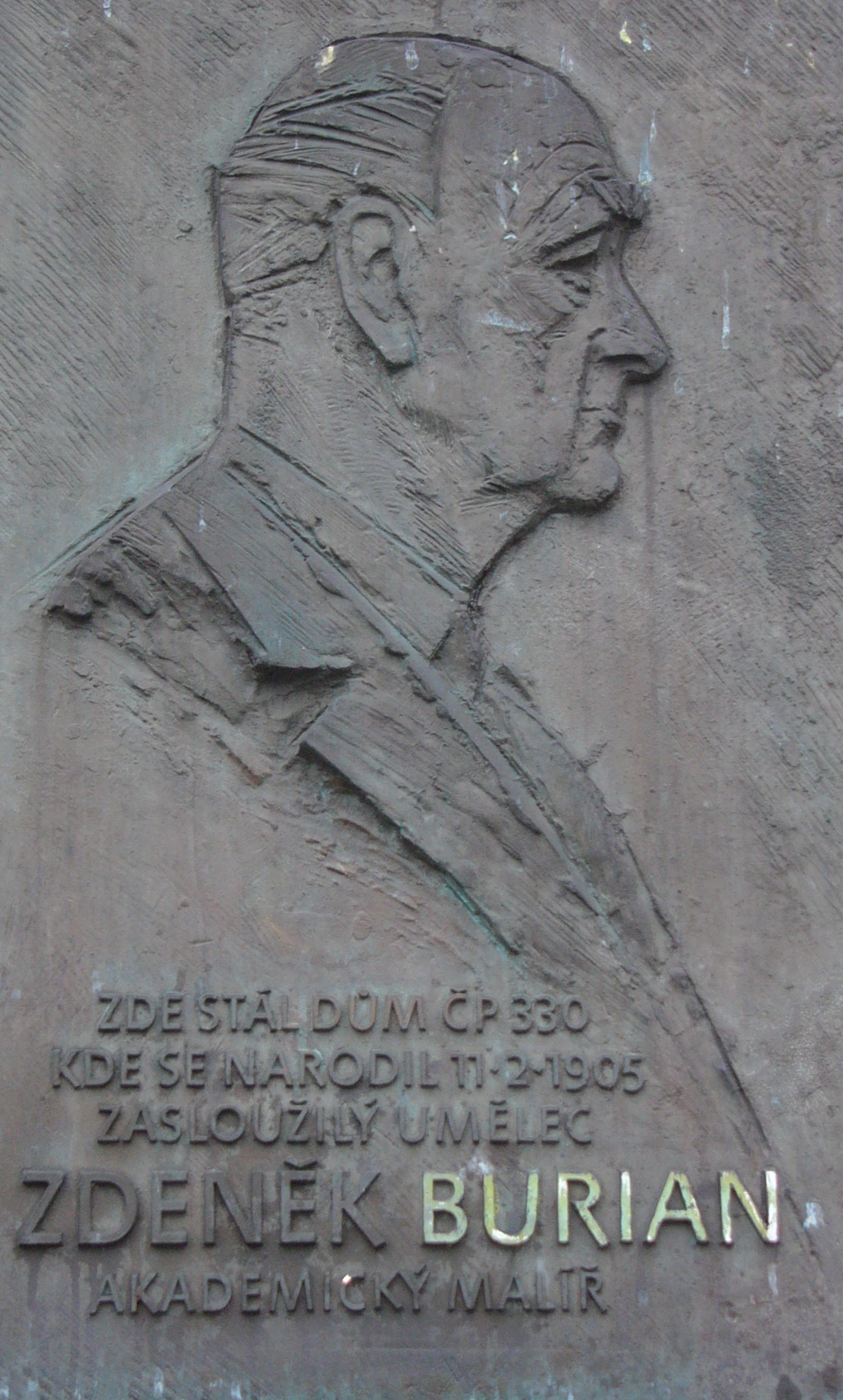
Меморіальна дошка Зденеку Буріану

Зденек Міхаель Франтішек Буріан (11 лютого, 1905, Копрівніце, Моравія — Липень 1, 1981 Прага) чеський художник та книжковий ілюстратор. Відомий передусім завдяки палеонтологічним реконструкціям спільно з проф., доктором природничих наук Джозефом Августою та палеонтологом Зденеком Шпінаром.

## Життєпис
Зденек Буріан народився 11 лютого 1905 року в моравському місті Копрживниці. Талант до малювання рано проявився у Зденека і вже перші його спроби свідчили про бажання найточніше відтворювати оригінал. Зденекова мати, Герміна, вмовила хлопчикового батька Едуарда дозволити йому малювати. У 1919 році вона повезла його в Прагу в Празьку академію мистецтв, де іспит у нього приймали такі відомі художники як Макс Швабинський, Якуб Обровський, Войтех Гінайс і Влаго Буковаць. Одностайним рішенням Зденека зарахували в академію. Популярність прийшла до художника не одразу.
Першою його значною роботою були ілюстрації до книги Роберта Стівенсона «Пригоди Девіда Бальфура». На початку 30-х років Буріан стає одним з найпопулярніших чеських художників. Великий вплив на художникову творчість мала зустріч із професором Джозефом Августою, що відбулася в 1935 році й стала початком плідної співпраці. Результатом стали десятки картин та рисунків на сюжети з доісторичного минулого. Вже в 1935 році Зденек створює перші шість картин під керівництвом проф. Августи.
Умовно можна розділити Буріанову творчість на два періоди — до 1940 та після. До 1940 року найзначнішим доробком вважають 40 картин, що входять у цикл «Земля і люди». Сюди входять ландшафтні пейзажі земних континентів, портрети людей різних рас. Буріан цікавився в цей час не лише географією, а також етнографією та антропологією.
Наприкінці 1950-х — на початку 1960-х Буріан стає широко відомим на заході.
До останніх днів життя Зденек Буріан продовжував працювати. Останніми його роботами була серія картин про первісні часи для Східночеського зоологічного садка в місті Двур Кралов.

## Спадок
Кількість робіт Зденека Буріана олівцем та ручкою сягає 15000-20000 тисяч. Він проілюстрував понад 500 книг і створив близько 600 рисунків для обкладинок. У період 1930-х та 1970-х років з-під його рук вийшло близько 500 рисунків на доісторичні теми. За своє життя він написав понад 1000 картин олією, темперою, гуашшю та пастеллю.
На честь Зденека Буріана та професора Джозефа Августи Андрій Сенніков назвав новий вид тріасового архозавроморфа Augustaburiania vatagini.